# Passo Pichachén

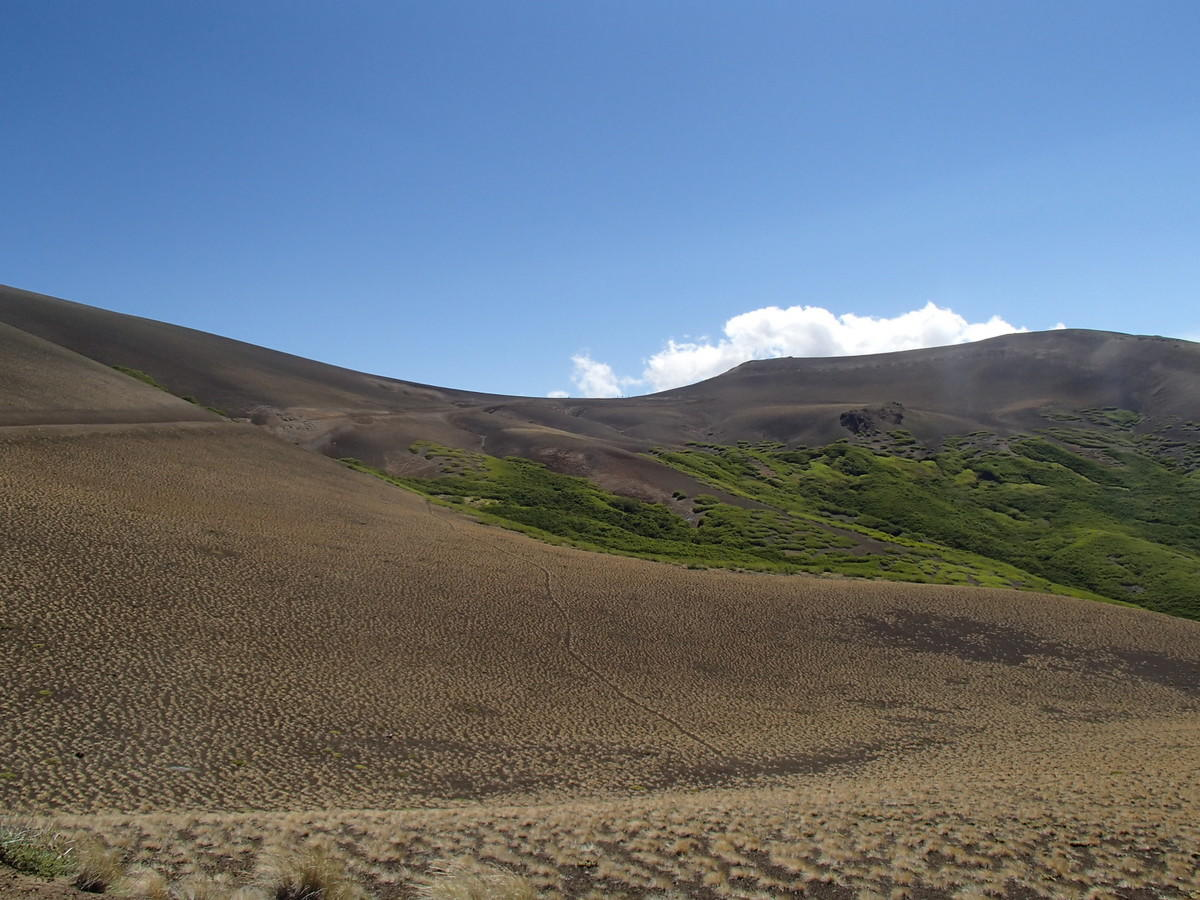
Vista do passo.

O Passo Pichachén (em espanhol Paso Pichachén) é um passo da Fronteira Argentina-Chile, localizado na Cordilheira dos Andes. O ponto mais elevado deste passo de montanha está a uma altitude de 2.060 metros.